# 御前浜橋

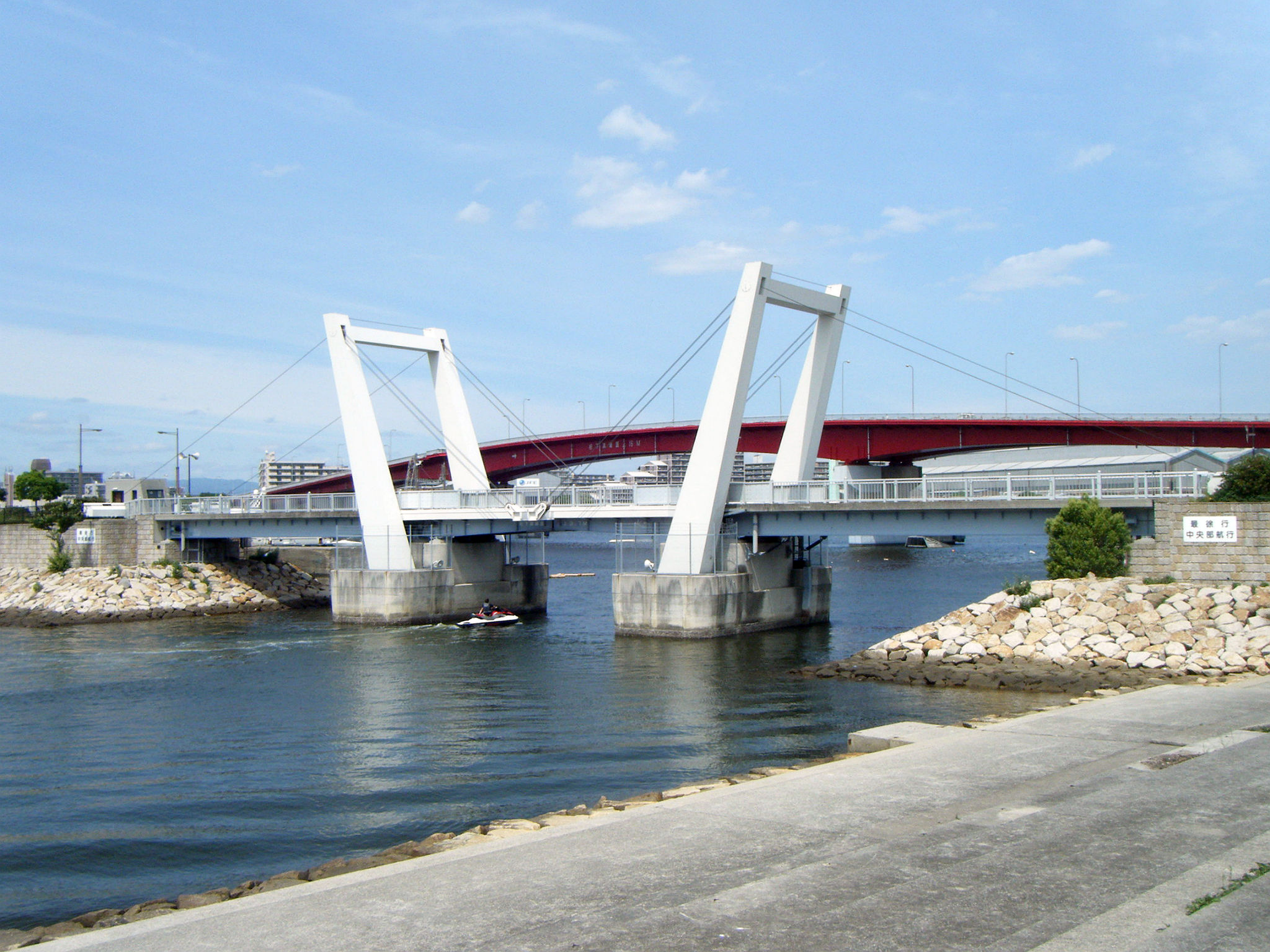
御前浜橋全景　奥は西宮大橋。

御前浜橋（おまえはまばし）とは、兵庫県西宮市の跳開式可動橋。

## 概要

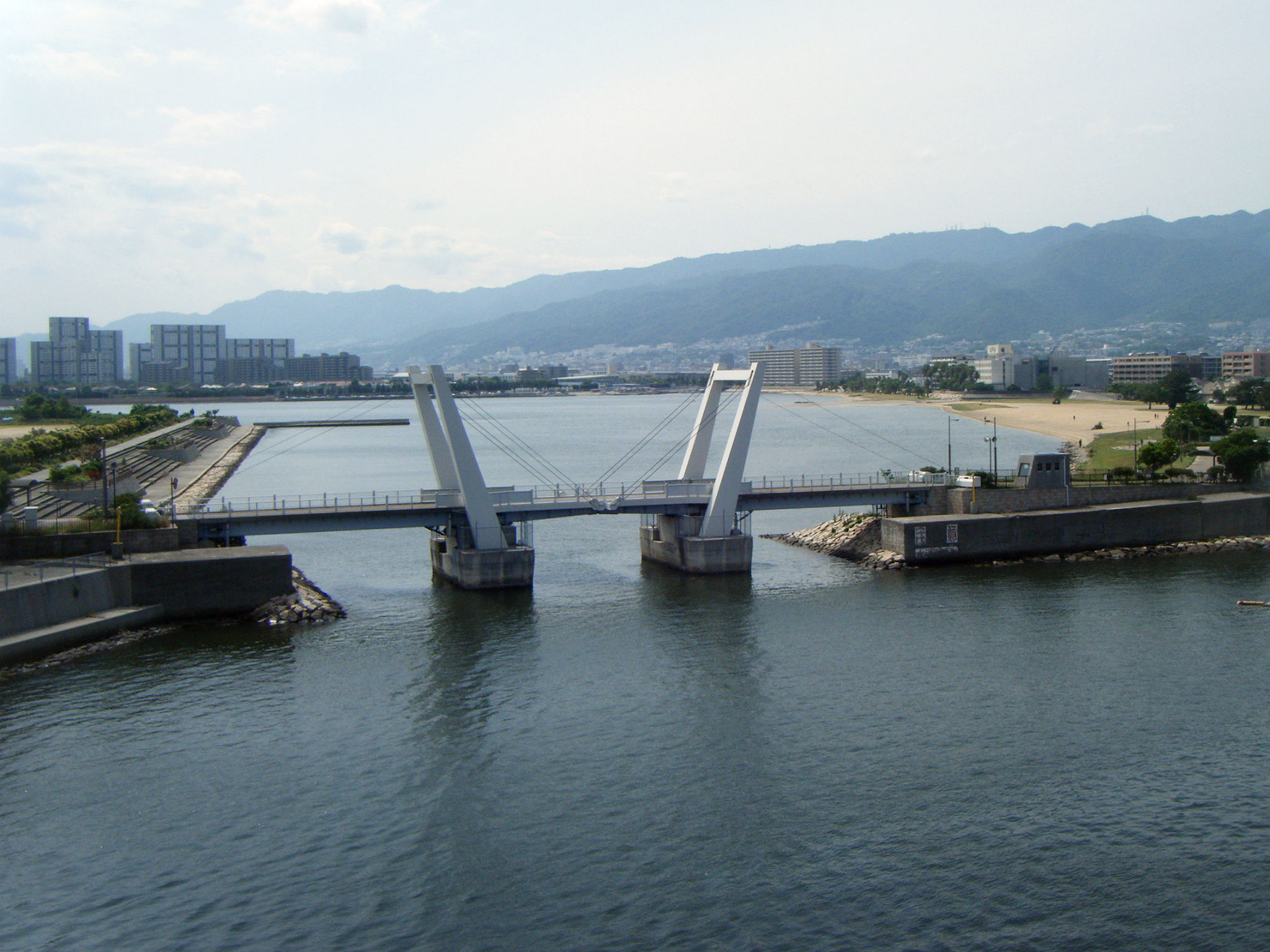
西宮大橋より御前浜橋を望む

兵庫県西宮市の西波止町と西宮浜を結ぶ跳開式の橋である。西宮浜と本土を結ぶ橋にはほかに西宮大橋があるが、同橋は航路を確保するために桁下が高いため、歩行者や自転車の通行の便を図るために桁下を下げ、さらに船舶交通にも配慮した跳ね橋として1999年6月に開通した。
跳ね橋の機械設備の稼働確認を兼ねて土曜日、日曜日、祝日の10時、12時、14時、17時の1日4回、通過する船がなくても橋の開閉を行っていたが、地元住民から「定期的に動かす手間が無駄であり、また通行の迷惑ともなる」として住民監査請求が2004年に出された。実際2019年に跳ね橋の機構を必要とする船舶の通過数は0だった。2021年8月1日より1回目の10時の開閉のみ行われ、2回目から4回目は船舶の通行があるときに限り行うものとした。

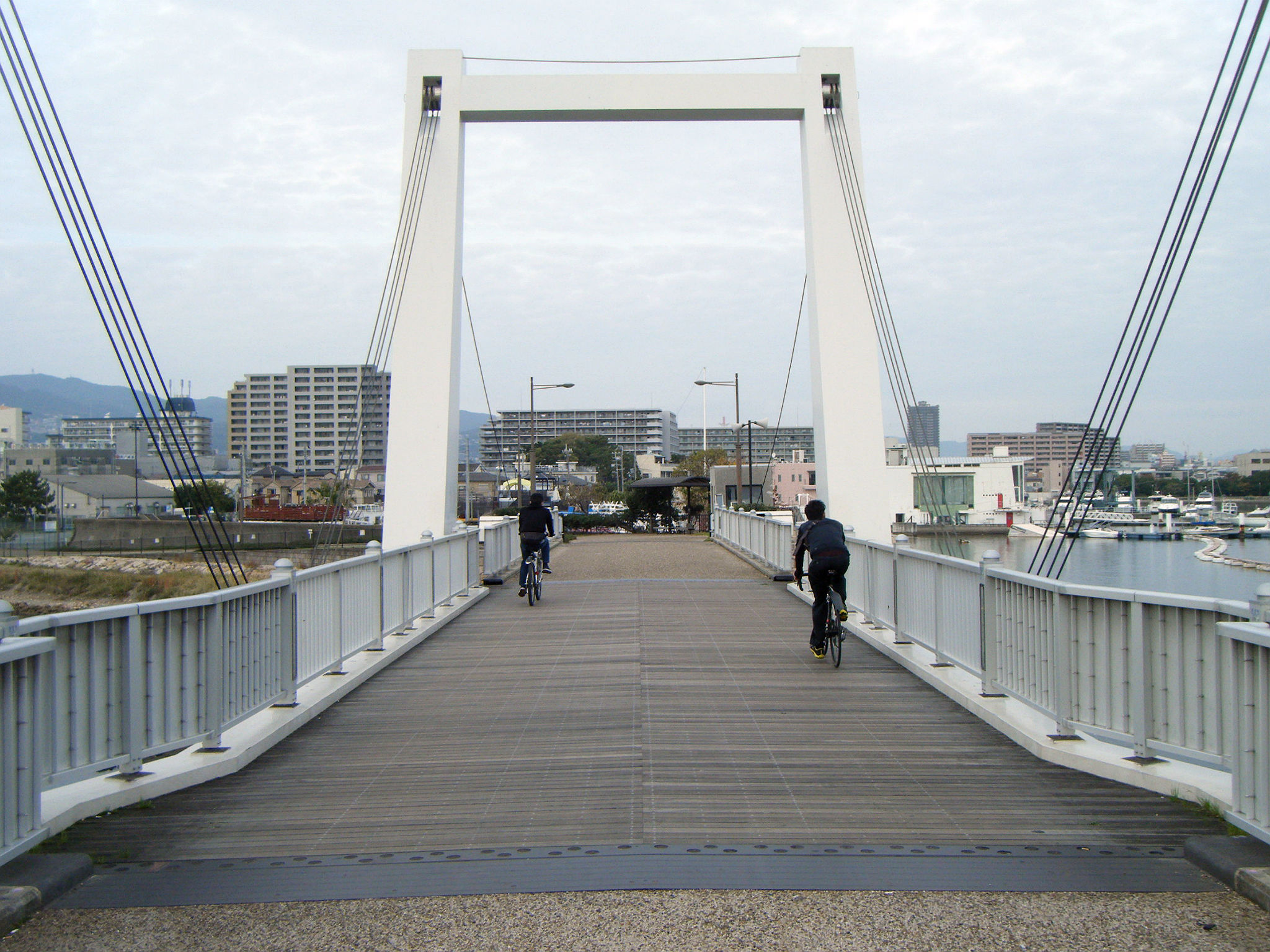
木質舗装された可動桁
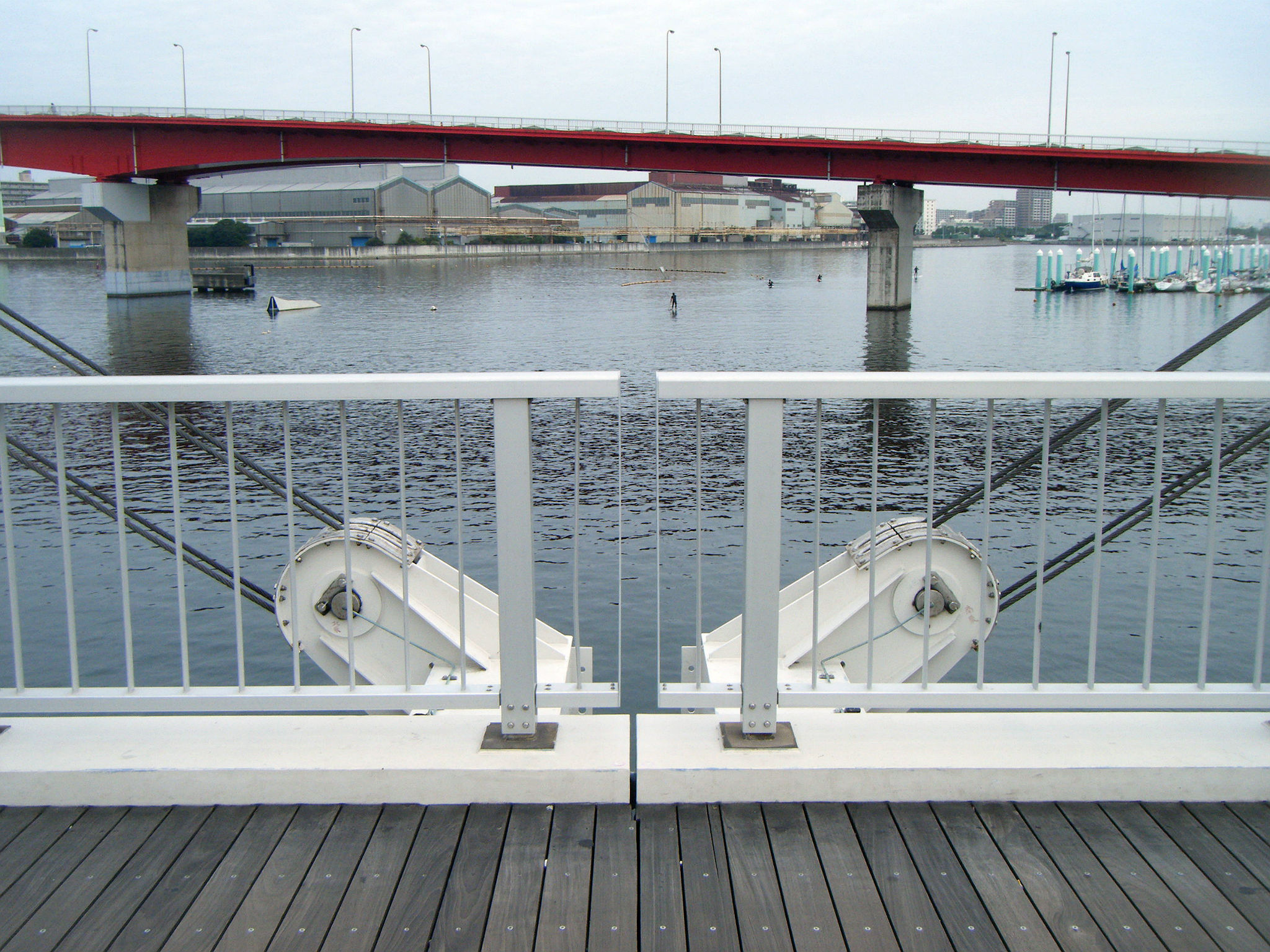
可動桁の接合部
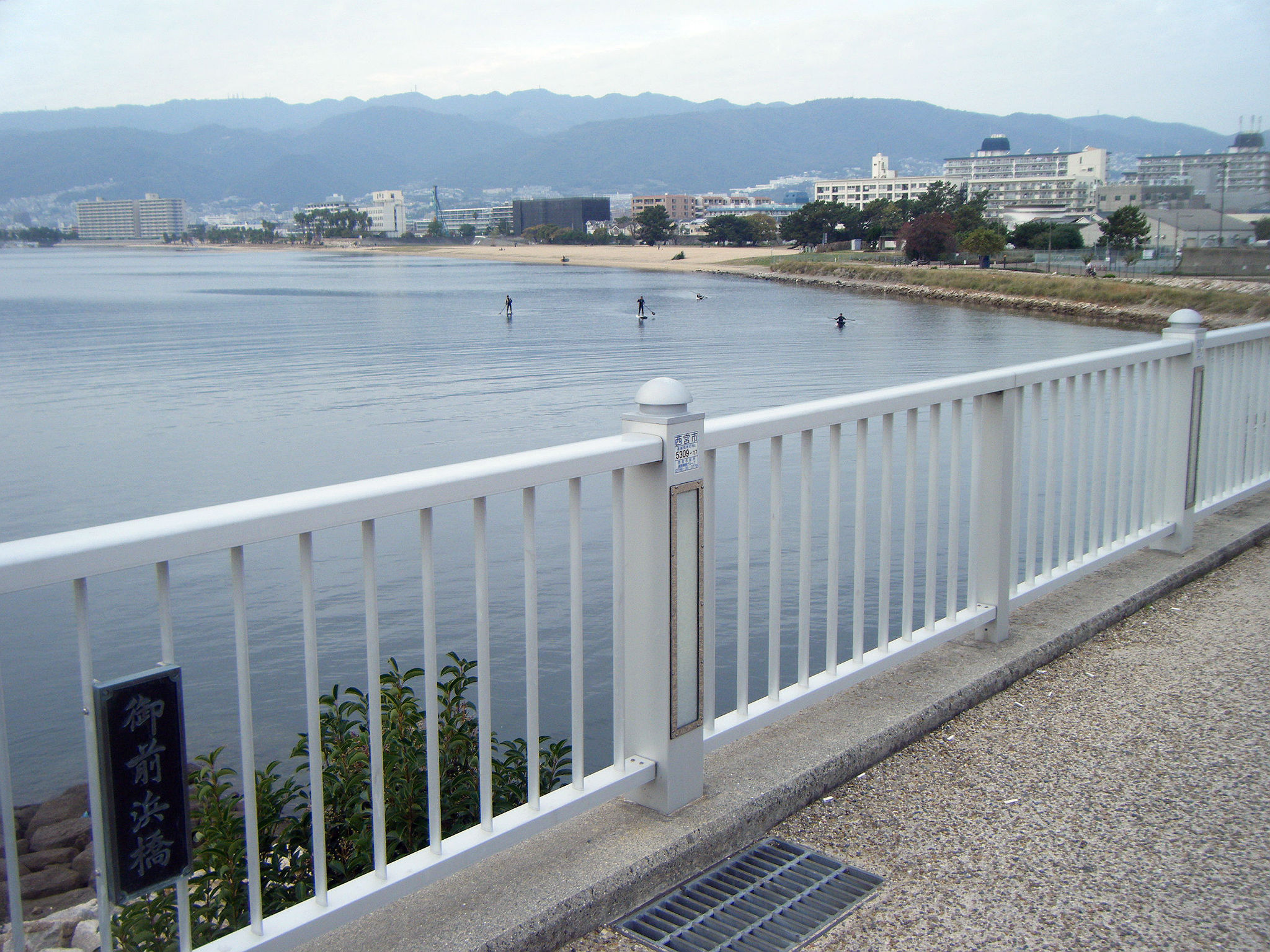
橋上より御前浜（香櫨園浜）を臨む。